# المناطق العسكرية السعودية
المناطق العسكرية السعودية هي مناطق تابعة للقوات المسلحة السعودية ولها عاصمة عسكرية باعتبارها منطقة التجمع الرئيسية لتشكيلات الجيش في تلك المناطق. 
| م | قيادة المنطقة                     | المنطقة الإدارية      | العاصمة العسكرية |
| - | --------------------------------- | --------------------- | ---------------- |
| 1 | المنطقة الشمالية الغربية العسكرية | منطقة تبوك            | تبوك             |
| 2 | المنطقة الشمالية العسكرية         | المنطقة الشرقية       | حفر الباطن       |
| 3 | المنطقة الشرقية العسكرية          | المنطقة الشرقية       | الظهران          |
| 4 | المنطقة الجنوبية العسكرية         | منطقة عسير            | خميس مشيط        |
| 5 | المنطقة الغربية العسكرية          | منطقة مكة المكرمة     | جدة              |
| 6 | منطقة الطائف العسكرية             | منطقة مكة المكرمة     | الطائف           |
| 7 | منطقة المدينة المنورة العسكرية    | منطقة المدينة المنورة | آبار علي         |
| 8 | منطقة الإمدادات والتموين العسكرية | منطقة الرياض          | محافظة الخرج     |